# Surveyor 2
La Surveyor 2 iba a ser el segundo módulo de aterrizaje lunar en el Programa Surveyor no tripulado para explorar la Luna. Fue lanzado el 20 de septiembre de 1966 desde Cabo Kennedy, Florida a bordo de un cohete Atlas-Centauro. Una falla en la corrección a mitad de camino provocó que la nave espacial perdiera el control. El contacto se perdió con la nave espacial a las 9:35 UTC del 22 de septiembre al estrellarse en la Luna.